# Wypadek w kwadracie 36-80
Wypadek w kwadracie 36-80 (org. Случай в квадрате 36-80) – radziecki film sensacyjny z 1982 roku w reż. Michaiła Tumaniszwili.

## Opis fabuły
Lata 80. XX wieku. Radziecka Flota Północna prowadzi ćwiczenia na Północnym Atlantyku, które z uwagą obserwowane są przez flotę USA. Główny cel Amerykanów to symulowany atak na eskadrę radziecką z użyciem rakiet wystrzelonych przez wielozadaniową łódź podwodną, której systemy rakietowe obsługiwane są przez supernowoczesny komputer. Kiedy głowice amerykańskich rakiet zostają zaprogramowane na radzieckie okręty jako cel uderzenia, na amerykańskiej jednostce dochodzi do awarii reaktora. Amerykański okręt zmuszony jest wynurzyć się „pod nosem” radzieckiej eskadry i wysłać sygnał SOS, na który odpowiada dowództwo radzieckiej floty. Rosjanie wysyłają drogą lotniczą w pobliże amerykańskiej jednostki zespół specjalistów, którzy oferują Amerykanom pomoc w usunięciu awarii. Jednak dowódca amerykańskiej jednostki odmawia i ostrzeliwuje przybyłych. Jednocześnie w wyniku dywersji inżyniera pokładowego, na amerykańskim okręcie dochodzi do samoczynnego zainicjowania procedury odpalenia rakiet. Dwie z nich opuszczają okręt podążając ku radzieckim celom. Zostają one zestrzelone przez obronę radzieckiego zespołu, a sami Rosjanie przygotowują się do zniszczenia zagrażającej im jednostki. Na prośbę amerykańskiego admirała i jego obietnicy samozatopienia amerykańskiej łodzi (do czego rzeczywiście dochodzi), Rosjanie powstrzymują się do kontrataku i tym samym eskalacji konfliktu.
W główny motyw akcji filmu wplecione są postacie radzieckich lotników morskich, których poświęcenie i profesjonalizm ma kluczowe znaczenie dla powodzenia radzieckich działań. Po skończonej operacji powracają oni do swoich domów i nieświadomych trudów ich służby rodzin.

## Obsada aktorska
- Boris Szczerbakow – mjr Wołk
- Michaił Wolontir – kpt. Skiba
- Anatolij Kuzniecow – gen. Pawłow
- Władimir Siedow – adm. Spirin
- Iwar Kałnynsz – amerykański inżynier pokładowy Alan
- Vytautas Tomkus – mjr Armstrong
- Aleksandr Paszutin – kpt. Griemiaczkin
- Walerij Małyszew – chor. Gudkow
- Boris Tokariew – porucznik-nawigator Pawłow
- Siergiej Bałabanow – sierż. Kluiew
- Omar Volmer – adm. Rink
- Poul Butkiewicz – Terner (dowódca amerykańskiego okrętu podwodnego)
- Romualds Ancans – Saford (radiooperator amerykańskiej łodzi podwodnej)
- Gunars Dałmanis – II-gi pilot amerykańskiego „Oriona”
- Jewgienia Urałowa – żona gen. Pawłowa
- Aleksandr Paszutin – kpt. Griemiaczkin
- Tatiana Ronami – Masza, żona mjr. Wołka
- Bob Cymba – nawigator amerykańskiego „Oriona”
- Boris Tokariew – Władimir, syn gen. Pawłowa
- Lubow Czirkowa-Czernajewa – Irina, żona Władimira Pawłowa

i inni.